# Séisme du 16 septembre 1732 à Montréal
Le séisme de 1732 à Montréal est un séisme d'une magnitude de 5,8 qui a touché la Nouvelle-France le 16 septembre 1732 aux environs de 11 h . Les secousses ont été ressenties à Montréal, y produisant des dommages tels des écroulements de cheminées, des fissures dans des murs et un total d'environ 300 maisons endommagées ainsi que 185 bâtiments détruits par les incendies qui ont suivi,. On a rapporté la mort d'une fille lors du tremblement de terre, mais l'information a été remise en doute.
Ce séisme est l'un des séismes majeurs survenus dans la zone sismique de l'ouest du Québec (en).